# Ulrich Drepper
Ulrich Drepper est un développeur qui travaille actuellement pour Goldman Sachs après avoir travaillé pour Red Hat et Cygnus Solutions. Il est le principal contributeur et mainteneur de la bibliothèque standard du C du projet GNU, glibc. Il fut aussi l'un des leaders de 86open.
Il est l'auteur de nombreux articles servant de références sur la programmation et notamment la programmation tirant le meilleur parti du matériel sous-jacent.
De la même façon que Theo de Raadt et Linus Torvalds (respectivement fondateurs d'OpenBSD et de Linux), il est connu dans la communauté du logiciel libre pour son style conflictuel. Les victimes de ses critiques abrasives incluent notamment Richard Stallman et le projet Linux Standard Base. Drepper est connu pour avoir refusé d'intégrer dans la glibc des outils de trace, comme PTT pour la bibliothèque de threads NPTL, les fonctions strlcpy et strlcat, ainsi que d'accepter des patches pour la glibc pour l'architecture ARM. Le nom de Drepper est ainsi cité comme la principale raison expliquant le passage de glibc à eglibc pour le projet Debian.